# دیک تورپین (فیلم ۱۹۳۳)
دیک تورپین (انگلیسی: Dick Turpin) یک فیلم درام تاریخی بریتانیایی است که در سال ۱۹۳۳ منتشر شد.

## بازیگران
- جیمز فینلیسون
- ویکتور مک‌لاگلن
- جین کار
- فرانک ووسپر
- گیب مک لوگلین
- لوئیس گیلبرت
- سیسیل هامفریز
- الکساندر فیلد
- هلن فررس
- گیلیان لیند